# Заповитное (Запорожская область)
Заповитное (укр. Заповітне) — посёлок,
Заповитненский сельский совет,
Васильевский район,
Запорожская область,
Украина.
Код КОАТУУ — 2322485501. Население по переписи 2001 года составляло 1314 человек.
Является административным центром Заповитненского сельского совета, в который, кроме того, входит село
Степовое.

## Географическое положение
Посёлок Заповитное находится в 5-и км от села Днепровка.
По селу протекает пересыхающий ручей с запрудой.
Рядом проходит автомобильная дорога Т-0805.

## История
- Возле села Заповитное исследованы два кургана киммерийцев (IX—VIII вв. до н. э.).
- 1963 год — дата основания.

## Экономика
- Племзавод «Степной», ПАО.

## Объекты социальной сферы
- Школа.
- Детский сад.
- Фельдшерско-акушерский пункт.

## Достопримечательности
- Братская могила 1118 советских воинов.